# Scutelnici
Scutelnici è un comune della Romania di 2 478 abitanti, ubicato nel distretto di Buzău, nella regione storica della Muntenia.
Il comune è formato dall'unione di 4 villaggi: Arcanu, Brăgăreasa, Lipănescu, Scutelnici.